# Lipoproteina

Struttura delle lipoproteine (chilomicroni)
ApoA, ApoB, ApoC, ApoE (apolipoproteine); T (triacilgliceroli); CEo (colesteril estere); verde (fosfolipidi)

Una lipoproteina è un composto organico formato da una proteina coniugata con una componente lipidica. I lipidi possono essere legati alle proteine mediante legame covalente o non covalente. Molti enzimi, proteine strutturali delle membrane cellulari, antigeni, adesine e tossine sono lipoproteine, così come i citocromi nei mitocondri o nei cloroplasti e le lipoproteine batteriche. I lipidi sono una parte essenziale della lipoproteina. Per isolare le lipoproteine transmembrana dalle membrane in cui sono inserite, è necessario l'uso di detergenti.
Le lipoproteine plasmatiche sono aggregati macromolecolari di elevato peso molecolare e di dimensioni da una decina ad alcune centinaia di nanometri, costituiti da proteine (apo-proteine) e da diverse centinaia di biomolecole (molecole organiche) idrofobe e anfipatiche. Tali aggregati hanno la funzione di raccolta e di trasporto nel plasma di lipidi, in particolare di trigliceridi, colesterolo libero (colesterolo non esterificato) e colesterolo esterificato, che sono insolubili in acqua. Le lipoproteine presentano una struttura micellare (vedi micella) formata da: un mantello esterno anfipatico composto da apo-proteine e da un singolo strato di fosfolipidi e colesterolo libero, che consente la solubilità in acqua dell'intero complesso macromolecolare; un nucleo interno idrofobico contenente lipidi apolari (colesterolo esterificato e trigliceridi). Le lipoproteine plasmatiche sono classificate in: chilomicroni, lipoproteine a densità molto bassa (VLDL), lipoproteine a densità intermedia (IDL), lipoproteine a bassa densità (LDL), lipoproteine ad alta densità (HDL), lipoproteine a (Lpa).

## Struttura delle lipoproteine plasmatiche

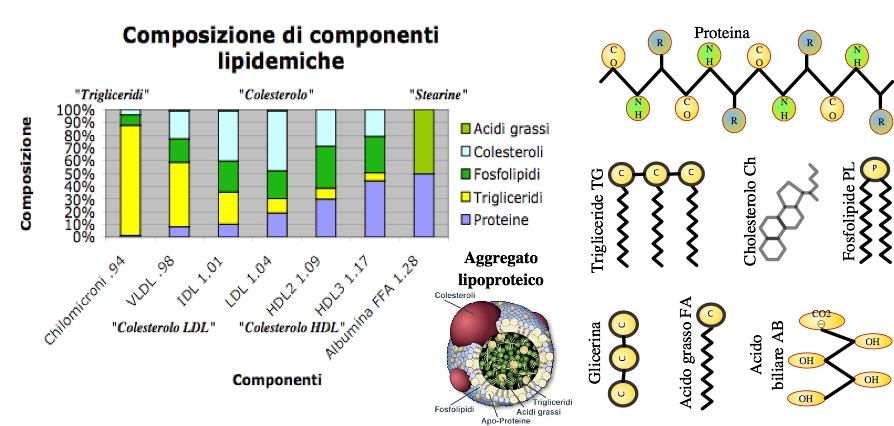
Composizione di lipoproteine

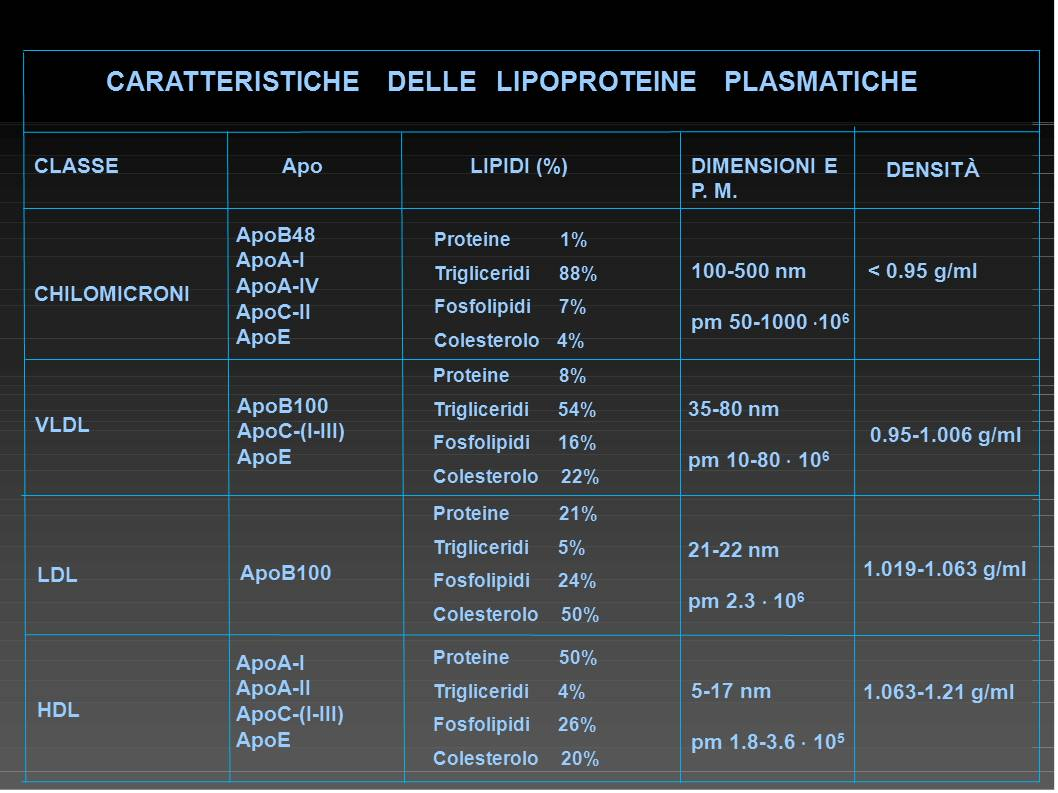
Caratteristiche delle principali lipoproteine plasmatiche

Le lipoproteine plasmatiche appaiono come particelle sferiche visibili esclusivamente al microscopio elettronico. I chilomicroni e le VLDL sono sufficientemente voluminose da riflettere la luce incidente, per cui possono rendere torbide o lattescenti il plasma e le soluzioni in genere. Nel caso delle altre particelle più piccole (LDL e HDL) che non riflettono la luce, la soluzione è limpida. 
Il diametro della lipoproteina è direttamente dipendente dal volume del nucleo interno (core), composto dai lipidi trasportati (trigliceridi e colesterolo esterificato), cosicché le particelle ricche di trigliceridi (chilomicroni e VLDL) sono di gran lunga le più voluminose e le meno dense. Tutte le lipoproteine però hanno una densità inferiore (<1,21 g/ml) rispetto alle altre proteine plasmatiche. Il core è del tutto apolare e interagisce con la faccia interna apolare dell'involucro fosfolipidico. L'involucro a sua volta è composto da tre principali tipi di molecole: un primo di natura proteica, le apolipoproteine (abbreviate in apo), e due di origine lipidica, i fosfolipidi e il colesterolo non esterificato. La superficie delle lipoproteine plasmatiche è caratterizzata dall'essere idrofila, pertanto non presenta problemi di interazione con l'ambiente acquoso esistente nei vasi sanguigni, nei vasi linfatici e nelle cellule. Le cariche ioniche della superficie condizionano il comportamento elettroforetico delle diverse classi di particelle lipoproteiche.
Le apoliproteine svolgono l'essenziale funzione di definire il destino delle singole particelle. Le lipoproteine prodotte a livello del tenue (chilomicroni) esprimono come componente specifica l'apoproteina B48 (apoB48), mentre quelle sintetizzate nel fegato (VLDL e derivati metabolici) presentano come costituente specifico apoB100; in ciascuna lipoproteina è presente una sola molecola di apoB. Sia i chilomicroni che le VLDL e le IDL plasmatiche contengono inoltre diverse molecole di apoE, che vengono riconosciute dagli specifici recettori delle cellule del fegato (LDL Receptor-like Protein: LRP) che portano alla rimozione epatica di tali lipoproteine. Alla apoB e alle apoE si aggiungono le apolipoproteine di classe C con funzioni correlate alla metabolizzazione dei trigliceridi: apoCII attiva la lipoproteinlipasi e apoCIII la inibisce. Le LDL contengono solo apoB100, riconosciuta dai recettori per le LDL o LDLR (ubiquitari nelle cellule nucleate) che consentono l'internalizzazione del colesterolo nelle cellule di tutti i tessuti. Le HDL esprimono invece apolipoproteine di classe apoA; in particolare le apoAI favoriscono l'immagazzinamento di colesterolo esterificato nella particella, in quanto cofattori dell'enzima lecithin:cholesterol acyltransferase (LCAT), catalizzatore della formazione di esteri del colesterolo. La Lp(a) ha una composizione simile alle LDL, ma ne differisce per la presenza dell'apolipoproteina (a), o apo(a), sintetizzata nel fegato e legata all'apoB100.

## Classificazione delle lipoproteine plasmatiche
Le lipoproteine sono generalmente divisibili in due macrogruppi:
- le lipoproteine legate all'apoB, che mediano il trasporto di colesterolo e trigliceridi da fegato e intestino verso i tessuti periferici;
- le lipoproteine non legate all'apoB, che raccolgono il colesterolo a livello dei tessuti periferici per portarlo al fegato.

### Classificazione secondo densità
In base al frazionamento con l'ultracentrifuga, che si fonda sulla densità delle particelle, si identificano alcune categorie generali di lipoproteine, elencate in ordine dalla più grande e meno densa (più grasso che proteina) alla più piccola e più densa (più proteina e meno grasso):
- chilomicroni - le meno dense, sintetizzate a livello dell'intestino tenue, veicolano soprattutto trigliceridi e colesterolo introdotti con la dieta e sono dirette ai tessuti muscolare e adiposo prima di essere rimossi dal fegato come particelle rimanenti. Sono presenti in circolo soltanto dopo il pasto (periodo post-prandiale);
- Lipoproteine a densità molto bassa o VLDL (Very low density lipoprotein) - trasportano i trigliceridi sintetizzati dal fegato ai tessuti.
- Lipoproteine a densità intermedia o IDL (Intermediate density lipoprotein) - sono prodotti del metabolismo delle VLDL e hanno densità intermedia tra le VLDL e le LDL.
- Lipoproteine a bassa densità o LDL (Low density lipoprotein) - trasportano il colesterolo dal fegato alle cellule dell'organismo. Volgarmente sono riferite come le lipoproteine del "colesterolo cattivo" .
- Lipoproteine ad alta densità o HDL (High density lipoprotein) - recuperano il colesterolo dai tessuti e lo trasportano al fegato. Sono note come le lipoproteine del "colesterolo buono".

La distinzione si opera in base al lipidogramma.
A causa della bassa densità, i chilomicroni, dopo incubazione per 12 ore a 4 °C (condizione di scarsa agitazione termica), flottano sulla superficie, formando uno strato grassoso compatto, di aspetto cremoso, mentre la soluzione sottostante rimane limpida. Ciò non accade per le VLDL che, per la densità maggiore, non galleggiano ma rimangono disperse in soluzione, cosicché anche dopo lunga incubazione la soluzione si mantiene torbida. 

### Classificazione secondo elettroforesi: Alfa e beta
È anche possibile classificare le lipoproteine come "alfa" e "beta", a seconda della loro mobilità nella siero-elettroforesi proteica su carta o agarosio, mobilità che è in relazione alla carica negativa delle apo-proteine. Il rapporto tra beta- e alfa-lipoproteine è normalmente 1,5-2,5. L'elettroforesi su carta evidenzia 4 principali bande di lipoproteine; in ordine crescente di velocità elettroforetica si distinguono: chilomicroni, beta-lipoproteine (LDL), pre-beta-lipoproteine (comprendenti VLDL e IDL) e alfa-lipoproteine (HDL); a causa delle grandi dimensioni, i chilomicroni sono i più lenti e si fermano all'inizio della migrazione elettroforetica. Questa terminologia, utilizzata comunemente in passato, è ancora usata per descrivere alcuni disordini lipidici ereditari, come Abetalipoproteinemia e Ipobetalipoproteinemia familiare (con deficit totale o parziale di lipoproteine contenenti apoB) e Disbetalipoproteinemia familiare (con eccesso di particelle rimanenti).

### Lipoproteine a
Lipoproteine - Lp(a), Test diagnostico di cardiologia
Normale: <14mg/dL
Alto rischio: >19mg/dL

## Funzione delle lipoproteine plasmatiche
Tutte le cellule utilizzano e sono dipendenti dai lipidi sia come fonte di energia che come costituenti strutturali e in tutte le cellule animali il colesterolo è indispensabile per modulare la fluidità della struttura del doppio strato fosfolipidico che costituisce le membrane cellulari.
Il compito fondamentale delle lipoproteine plasmatiche è quello di trasportare i grassi nel plasma e di scambiarli con le cellule dell'organismo: il 95% circa dei lipidi plasmatici si trova nelle lipoproteine. La presenza di gruppi idrofili sulla propria superficie consente la solubilizzazione delle lipoproteine plasmatiche nella soluzione che compone il sangue. I trigliceridi e il colesterolo esterificato sono trasportati all'interno delle particelle lipoproteiche, separati dall'ambiente acquoso dalle apo-proteine e dal monostrato fosfolipidico del mantello. Le lipoproteine trasportano anche alcune vitamine liposolubili (vitamina A e vitamina E).
I chilomicroni, sintetizzati nell'intestino durante il periodo post-prandiale, trasportano i grassi alimentari provenienti dall'assorbimento intestinale, mentre le VLDL, sintetizzate nel fegato, veicolano i grassi endogeni elaborati dal fegato durante il periodo di digiuno. I chilomicroni e le VLDL subiscono l'azione idrolitica delle lipoproteinlipasi, le quali scindono i trigliceridi del core in acidi grassi e glicerolo, al fine di fornire substrati energetici ai tessuti, soprattutto alle cellule muscolari (con funzioni energetiche) e al tessuto adiposo (dove verranno accumulati come riserva); dall'azione delle lipoproteinlipasi sulle lipoproteine si formano le particelle rimanenti dei chilomicroni, le IDL e le LDL. Le HDL sono responsabili del "trasporto inverso" del colesterolo dai tessuti periferici al fegato, l'unico organo in grado di eliminare il colesterolo, grazie alla secrezione nella bile. Tutte le lipoproteine contenenti apoB, ad eccezione dei chilomicroni e delle VLDL più voluminose, sono in grado di causare aterosclerosi; al contrario quelle contenenti apoAI rivestono un ruolo protettivo. Le HDL possiedono anche attività anti-ossidante, anti-infiammatoria e anti-trombotica.

## Metabolismo delle lipoproteine plasmatiche
Il metabolismo delle lipoproteine plasmatiche è un processo complesso. Queste lipoproteine vengono metabolizzate ad opera di una serie di enzimi: enzimi idrolitici (lipasi), la lipoproteinlipasi endoteliale (LPL), la lipasi endoteliale (EL) e la lipasi epatica (HL), situati sulla superficie delle cellule endoteliali arteriose e capillari e su quella delle cellule endoteliali dei sinusoidi del fegato, le quali rimuovono trigliceridi e fosfolipidi dalle lipoproteine plasmatiche, consentendone l'utilizzo da parte dei tessuti (vedi Endotelio - Metabolismo delle lipoproteine); enzimi di trasferimento di acidi grassi (lecitin-colesterol-aciltransferasi o LCAT), di fosfolipidi (proteina di trasferimento dei fosfolipidi o PLTP) e di colesterolo e trigliceridi (proteina di trasferimento degli esteri di colesterolo o CETP). 
Le trasformazioni metaboliche sono rese ancora più complesse dal continuo scambio di componenti proteici che avviene spontaneamente in circolo tra le varie lipoproteine, cosicché ciascuna classe di lipoproteine plasmatiche risulta in realtà un insieme dinamico di aggregati lipoproteici in continua trasformazione. In particolare, a causa della riduzione di volume del core per effetto dell'idrolisi dei trigliceridi, l'involucro delle particelle ricche di trigliceridi (chilomicroni e VLDL) diviene sovrabbondante, per cui apoproteine e fosfolipidi lasciano queste particelle e si trasferiscono nelle HDL. Le uniche apoproteine non scambiabili sono le apoB48 e le apoB100, che non abbandonano mai le particelle con le quali sono state secrete. Le proteine non scambiabili hanno p.m. elevato e sono completamente insolubili in acqua, mentre quelle scambiabili possiedono più basso p.m. e sono parzialmente idrosolubili. 
Il catabolismo (degradazione) delle lipoproteine contenenti apoB avviene per endocitosi dell'intera particella seguita dalla degradazione negli epatociti e, nel caso delle LDL, anche nei tessuti periferici, mentre per le apoA lipoproteine (HDL) il catabolismo avviene principalmente attraverso la rimozione selettiva dei singoli componenti, soprattutto nel fegato e nei reni. 
Il metabolismo delle lipoproteine plasmatiche è abitualmente trattato didatticamente come una serie di vie metaboliche parzialmente indipendenti: 
- il metabolismo dei lipidi esogeni di derivazione alimentare o metabolismo dei chilomicroni;
- il metabolismo dei lipidi endogeni di produzione epatica o metabolismo delle VLDL;
- il trasporto inverso del colesterolo, dai tessuti al fegato, o metaboilismo delle HDL.

Per alcune apolipoproteine (es. apoAII, apoCI-III e apoM) le conoscenze sono ancora incomplete, soprattutto per quanto riguarda le modalità di secrezione e di eliminazione. Alla genesi di queste difficoltà contribuisce il fatto che queste apoproteine, a differenza delle apoB, sono facilmente scambiabili tra le varie classi di lipoproteine plasmatiche, per cui è difficile ricostruirne il percorso metabolico. 

### Metabolismo dei chilomicroni
I chilomicroni (dal greco chulos e micron: particelle del chilo) sono presenti nel plasma esclusivamente dopo il pasto, in quanto sono prodotti dall'epitelio intestinale utilizzando i grassi di provenienza alimentare (grassi esogeni). Nei soggetti sani, il loro catabolismo è estremamente rapido: l'emivita dei trigliceridi contenuti nei chilomicroni è di soli 5 minuti, mentre l'80% delle apoB48 è rimosso dal circolo in 1 h, con un tempo medio di residenza delle apoB48 nel plasma di 4.8 h. Nei soggetti normali, dopo 12 ore di digiuno la loro concentrazione plasmatica è trascurabile. 
Circa il 95% dei grassi alimentari introdotti con la dieta (normalmente 70-150 g/die) sono costituiti dai trigliceridi (o triacilgliceroli), che nel tubo digerente vengono idrolizzati in acidi grassi (in maggior percentuale acidi oleico, stearico e palmitico) e monogliceridi. Una volta assorbiti per diffusione o per trasporto facilitato dalle cellule epiteliali intestinali (enterociti) dei villi, gli acidi grassi e i monogliceridi sono trasportati attraverso il citoplasma (per mezzo di proteine FABP o fatty acid binding proteins) fino nelle membrane del reticolo endoplasmatico liscio dove vengono immediatamente riesterificati in trigliceridi, in modo da evitare i danni (lipotossicità) che questi composti possono creare alle membrane cellulari, destabilizzandone la struttura del doppio strato fosfolipidico. I trigliceridi si raccolgono come gocce lipidiche nel lume del reticolo endoplasmatico; queste gocce sono stabilizzate da un involucro di fosfolipidi e di proteine, quali le perilipine. Nella membrana del reticolo endoplasmatico rugoso avviene la sintesi delle apoB48 ad opera dei ribosomi. Il gene che codifica per l'apoB è localizzato nel cromosoma 2: l'apoB48 rappresenta la forma tronca (pari al 48%) dell'apoB100. 
L'assemblaggio dei chilomicroni "nascenti" si svolge in due fasi che richiedono entrambe l'intervento della proteina MTP (Microsomal triglyceride Transfer Protein) che trasferisce i trigliceridi neoformati, i fosfolipidi e il colesterolo alla apoB48 (lipidazione delle apoB), che costituisce pertanto l'impalcatura sulla quale i chilomicroni vengono assemblati. Nella prima fase il complesso apoB48-trigliceridi si stacca dalla membrana per formare piccole particelle libere (chilomicroni primordiali o pre-chilomicroni) nel lume del reticolo endoplasmatico liscio; nella seconda fase, che si svolge in gran parte nell'apparato di Golgi, le particelle acquistano gradualmente un core lipidico di trigliceridi ("chilomicroni nascenti"), acquisendoli, sempre tramite la MTP, soprattutto dalle gocce lipidiche libere nel lume del reticolo endoplasmatico. Nel caso in cui sia deficitario il trasferimento dei lipidi all'apoB48 operato della MTP, l'apolipoproteina va incontro a degradazione. La formazione di un voluminoso core lipidico e l'incorporazione nel mantello di apoAIV determinano la formazione dei pre-chilomicroni; la maturazione delle particelle avviene con l'acquisizione di apoAI nell'apparato di Golgi. I chilomicroni vengono quindi secreti, attraverso la membrana plasmatica baso-laterale, nello spazio intercellulare. Sebbene l'apoAI sia secreta dall'epitelio intestinale anche con i chilomicroni, oltre l'80% dell'apoAI presente nella linfa del dotto toracico si trova nelle HDL (vedi sotto: Metabolismo delle HDL). La produzione giornaliera intestinale di trigliceridi si aggira normalmente sui 50-100 g/die, anche se mostra notevoli variazioni in base alla dieta; la produzione giornaliera delle apoB48 è di circa 1,3 mg per kg di peso corporeo.

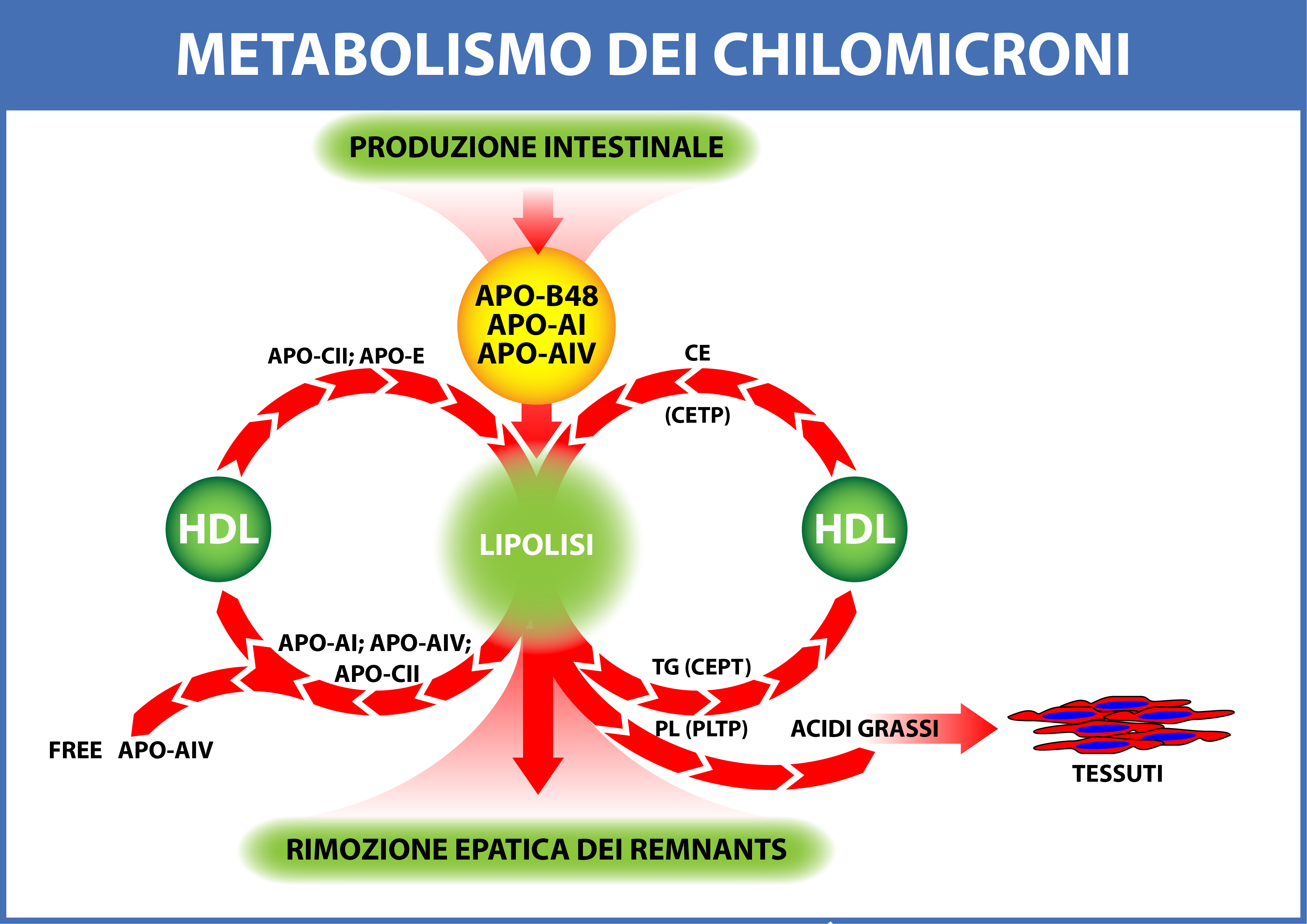
Metabolismo dei chilomicroni. CE, esteri del colesterolo. CETP, proteina di trasferimento degli esteri del colesterolo. PL, fosfolipidi. PLTP, proteina di trasferimento dei fosfolipidi. TG, trigliceridi.

Una volta secreti, i chilomicroni attraversano la membrana basale dell'epitelio e, date le dimensioni, piuttosto che entrare nei capillari diffondono nei vasi linfatici dei villi (vasi chiliferi), giungendo così nel dotto toracico, dal quale sono immessi con la linfa nel circolo venoso sistemico. Subito dopo il pasto la concentrazione dei chilomicroni è tanto elevata da conferire alla linfa un aspetto lattescente. Appena raggiunta la circolazione sistemica le apoAI abbandonano i chilomicroni per aggregarsi alle HDL. In circolo i chilomicroni ricevono dalle HDL le apoCII e le apoE: le prime sono necessarie per l'attivazione della lipoproteinlipasi (LPL) localizzata sull'endotelio, mentre le seconde sono indispensabili per la rimozione epatica da parte del recettore per le particelle rimanenti, il recettore LRP (LDL receptor-related protein). Il ritardo nell'associazione delle apoCII e delle apoE ai chilomicroni consente a queste lipoproteine di raggiungere tutti i tessuti prima che inizi il loro catabolismo. I chilomicroni incorporano anche apoCIII con modalità da chiarire. L'apoCIII modula il metabolismo dei chilomicroni e delle VLDL: inibisce la LPL e ostacola il legame delle apoB lipoproteine con i loro recettori, con il risultato di rallentare il catabolismo delle lipoproteine ricche di trigliceridi (vedi sotto: Metabolismo delle VLDL).
Nei capillari la LPL rimuove l'80% trigliceridi del core idrolizzandoli in acidi grassi a catena lunga (>14C) e monogliceridi, i quali vengono assorbiti dai tessuti, soprattutto da quello muscolare e adiposo. Il 30% della vitamina A contenuta nei chilomicroni è ceduta ai tessuti periferici in seguito alla lipolisi, mentre la quota restante verrà assunta dal fegato con l'endocitosi delle particelle rimanenti. Via via che il core si rimpiccolisce i componenti del mantello, con eccezione di apoB48, divengono sovrabbondanti e vengono trasferiti alle HDL. Le apo C e circa il 25% delle apoAIV vengono incorporate nelle HDL, la parte restante delle apoAIV rimane libera nel plasma, dove agisce come fattore di sazietà. I chilomicroni acquisiscono dalle HDL esteri del colesterolo per effetto dell'azione della proteina CETP (cholesterol ester transfer protein). La CEPT è una proteina legata alle HDL che consente il trasferimento di esteri del colesterolo in cambio di trigliceridi tra le HDL e le apoB-lipoproteine. La lipolisi ad opera delle LPL si interrompe in seguito alla dissociazione delle apoCII dai chilomicroni e ciò consente alle particelle di mantenere un adeguato contenuto di lipidi da trasportare al fegato. Al termine del processo lipolitico, i chilomicroni rimanenti (relativamente poveri di trigliceridi e arricchiti di colesterolo esterificato e di apoE) raggiungono il fegato, dove subiscono ulteriore idrolisi ad opera della lipasi epatica (HL) che non richiede la presenza di apoCII, per venire infine rimossi attraverso i recettori LRP che riconoscono le apoE, in quanto le apoB48 non contengono siti di legame per i recettori. Oltre all'azione lipolitica, HL si comporta come ligando che ancora le particelle rimanenti alla superficie cellulare, facilitandone la rimozione.

### Metabolismo delle VLDL
Le lipoproteine a bassissima densità (VLDL) sono prodotte dal fegato e trasportano i grassi di sintesi epatica (grassi endogeni), soprattutto durante le ore di digiuno, quando i chilomicroni sono assenti dal plasma. Pur avendo un contenuto di trigliceridi inferiore ai chilomicroni, sono anch'esse molto ricche di questi lipidi: nelle VLDL il rapporto trigliceridi/colesterolo è di circa 5:1, mentre nei chilomicroni si aggira intorno a 18:1. Una volta secrete dal fegato, l'iter metabolico delle VLDL è molto simile a quello dei chilomicroni: la differenza principale è nel fatto che il prodotto finale del loro metabolismo, ovvero le LDL, è rimosso dal circolo non solo dal fegato, ma anche da tutti gli altri tessuti. L'emivita delle VLDL nel sangue è molto più lunga (circa 4-5 ore) rispetto ai chilomicroni, presumibilmente a causa delle loro ridotte dimensioni che rendono meno probabile l'incontro con le lipoproteinlipasi.
Se i chilomicroni contengono i grassi di origine alimentare, le fonti lipidiche utilizzate dal fegato per la produzione delle VLDL sono più varie: chilomicroni rimanenti, acidi grassi liberi (acidi grassi non esterificati, NEFA) a catena corta di provenienza alimentare ma assorbiti direttamente nel circolo portale, acidi grassi liberi rilasciati dal tessuto adiposo, lipidi sintetizzati dal fegato.
Le VLDL sono sintetizzate nel reticolo endoplasmatico, nel quale avviene l'assemblaggio delle apoB100 con i lipidi, per l'intervento determinante della proteina MTP; come nel caso dei chilomicroni, la formazione di VLDL mature avviene in due fasi. Nella prima fase, nello spessore della membrana del reticolo endoplasmatico rugoso, vengono generate VLDL "primordiali" o pre-VLDL. La lipidazione delle apolipoproteine è indispensabile per la loro stabilità, tanto che, in caso di insufficiente trasferimento di lipidi, le apoB vengono degradate ad opera del sistema ubiquitina-proteasomi per evitare che nella cellula si accumuli un eccesso di apoB instabili, la cui precipitazione provocherebbe danni cellulari. Questa degradazione inizia mentre le apoB sono ancorate nella membrana del reticolo endoplasmatico. La seconda fase si svolge nel lume del reticolo endoplasmatico liscio e prevede la costituzione del core lipidico, dopo di che la particella passa nell'apparato di Golgi per essere secreta. Ciascuna particella VLDL ha una sola molecola di apoB100 (come le IDL e le LDL). 
Le VLDL secrete dal fegato contengono anche apoE e apoCIII: il 90% delle VLDL secrete contengono apoCIII e circa il 40% sia apoCIII che apoE. Il fegato è la fonte esclusiva delle apoC e quella principale di apoE; una piccola percentuale di apoE è prodotta anche dai macrofagi e da cellule nervose (astrociti e microglia) (vedi sotto: Metabolismo delle HDL). L'apoE sembra favorire la produzione epatica delle VLDL e una parte delle apoE sintetizzate dal fegato si associa alle VLDL all'interno del reticolo endoplasmatico o del Golgi e viene secreta nelle particelle mature. L'apoCIII partecipa alla genesi del core lipidico delle VLDL nel reticolo endoplasmatico e consente l'assemblaggio di particelle più grandi con maggior contenuto di trigliceridi. Allo stesso modo un gruppo di proteine stabilizzatrici (chaperoni) partecipa alla stabilizzazione delle VLDL durante il processo di sintesi.

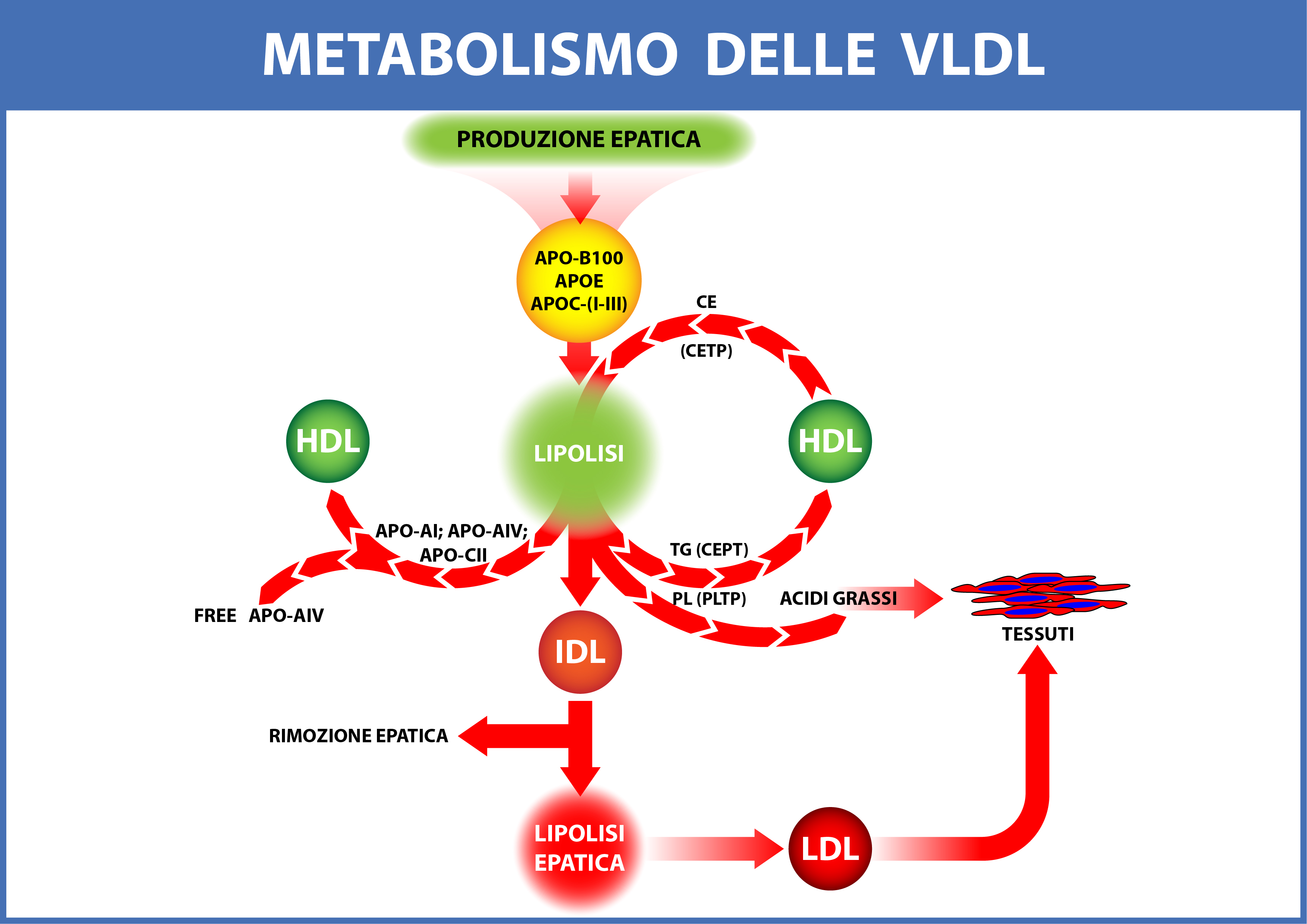
Metabolismo dell VLDL. L'apoE viene persa dalle IDL durante la lipolisi epatica operata dalla HL (lipasi epatica).

Come accade per i chilomicroni, in circolo le VLDL ricevono dalle HDL apoCII e altre apoE: le apoC modulano la delipidazione enzimatica delle VLDL, mentre le apoE e le apoB100 ne condizionano la rimozione dal plasma. Ciascuna particella di VLDL (e di chilomicroni) contiene circa 20 molecole di apoCII. Nei letti capillari dei tessuti le VLDL divengono substrato della LPL che, attivata dalla apoCII, idrolizza i trigliceridi del core, trasformando le VLDL in lipoproteine a densità intermedia (IDL). Via via che le dimensioni delle VLDL diminuiscono, le apoCII abbandonano la particella, rallentando progressivamente la lipolisi. Quando questa si arresta, le VLDL hanno perso circa il 50% dei trigliceridi e si ritrovano trasformate in IDL. Le IDL contengono apoB100 e apoE, ma sono prive di apoCII. Trigliceridi sono anche trasferiti, in scambio con gli esteri del colesterolo, dalle VLDL e dalle IDL alle HDL per l'intervento della proteina CETP. In questo modo VLDL e IDL perdono trigliceridi, ma si arricchiscono di esteri di colesterolo. A differenza delle particelle ricche di trigliceridi, le ridotte dimensioni delle IDL sono tali da consentire l'attaversamento dell'endotelio nelle aree di iperpermeabilità: sono loro soprattutto a mediare il rischio aterogeno rappresentato dai trigliceridi plasmatici (vedi Patobiologia dell'aterosclerosi).
L'apoCIII si rinviene nel 30-70% delle VLDL plasmatiche, in una percentuale più bassa di IDL e nel 5-15% delle LDL; le VLDL con apoCIII hanno in media 50-100 copie di questa apoliproteina per particella. Su questa base è stata formulata l'ipotesi dell'esistenza di due sottopopolazioni di VLDL con o senza apoCIII. L'apoCIII in vitro inibisce sia la lipoproteinlipasi che la lipasi epatica, sia il legame di apoE ai recettori epatici LRP, così da rallentare il catabolismo delle VLDL e IDL.
Le IDL penetrano, attraverso le cellule endoteliali dei sinusoidi epatici, nello spazio di Disse e vengono in contatto con gli epatociti. Una parte delle IDL è rimossa dal circolo direttamente dagli epatociti tramite il recettore LDL (LDLR), per il quale le apoE possiedono un'alta affinità. Una parte maggiore è invece ulteriormente idrolizzata ad opera della lipasi epatica (HL), che non richiede di essere attivata da apoCII, per generare LDL, il prodotto finale del catabolismo delle VLDL. Durante l'idrolisi epatica le apoE lasciano le IDL. La metà circa delle IDL è rimossa direttamente da fegato, mentre il restante 50% è convertito in LDL. Le LDL circolano per giorni e raggiungono pressoché tutti i tessuti, dove sono prelevate dalle cellule per endocitosi mediata dal recettore LDL (LDLR). Contrariamente a quanto comunemente ritenuto, una parte delle LDL non deriva dalla lipolisi delle VLDL, ma è secreta direttamente dal fegato: nello studio di Zheng questa parte corrisponde circa al 30%.
In vivo Il metabolismo delle VLDL risulta complesso e dipendente dal rapporto proporzionale tra le varie classi di apolipoproteine scambiabili (ovvero le apolipoproteine diverse dalle apoB) presenti sulla particella: apoE, apoCIII e apoCII. L'apoCIII possiede un'attività antagonista rispetto a apoCII e apoE. Le apoCII e soprattutto le apoE favoriscono la rimozione delle apoB-lipoproteine, mentre le apoCIII la ostacola, prolungandone così la permanenza in circolo e favorendone la conversione in LDL ricche di apo CIII. Le apoCIII sono, pertanto, associate con ipertrigliceridemia e con un più elevato rischio cardio-vascolare. Il deficit di apoE compromette la rimozione dal plasma dei chilomicroni rimanenti e delle IDL: i topi con deficit assoluto del gene apoE (apoE-/apoE-) mostrano ipertrigliceridemia, ipercolesterolemia e aterosclerosi precoce; anche l'iperproduzione di apoE si accompagna a ipertrigliceridemia come conseguenza della stimolazione della sintesi epatica di VLDL.

### Metabolismo delle HDL
Le HDL costituiscono una classe di lipoproteine plasmatiche notevolmente eterogenea. Le particelle che fanno parte di questa classe differiscono, infatti, per densità (1.063–1.21 g/ml), dimensioni (7–13 nm), forma (sferica o discoidale) e mobilità elettroforetica. Sulla base di questi parametri sono state individuate diverse sottopopolazioni. Impiegando l'ultracentrifuga si riconoscono due sottopopolazioni di differente densità: le meno dense HDL2 (1.063-1.125 g/mL) e le più dense HDL3 (1.125-1.21 g/mL); con l'elettroforesi su gel si distinguono 5 sottopopolazioni di volume decrescente: HDL2b (10.6 nm), HDL2a (9.2 nm), HDL3a (8.4 nm), HDL3b (8.0 nm), HDL3c (7.6 nm); con l'elettroforesi bidimensionale si identificano pre-β-1, pre-β-2, pre-β-3, α-4, α-3, α-2 e α-1: le HDL pre-β sono di forma discoidale, mentre quelle con mobilità α hanno aspetto sferico; le pre-β HDL costituiscono il 5-15% delle HDL totali.
Rispetto alle altre classi di lipoproteine, la componente proteica delle HDL è nettamente prevalente (in media circa il 50% della massa) ed è rappresentata per il 70% dall'ApoAI e per il 15-20% dall'apoAII. In meno del 10% delle HDL sono presenti apoAIV, apoCI-III e apoE. Oltre alle apolipoproteine, alle particelle HDL si associano di volta in volta numerose altre proteine (circa un centinaio) e microRNA: enzimi e proteine di trasferimento implicate nel metabolismo dei lipidi (CEPT, LCAT e PLTP o Phospholipid transfer protein), paraossonasi 1-3 (PON1-3), platelet-activating factor acetylhydrolase (PAF-AH), glutatione-perossidasi 1 (GPx1), ecc. Applicando la tecnica dell'immuno-cromatografia, in base al contenuto di apoAI si differenziano due sottopopolazioni di HDL: LpAI+AII (75%) e LpAI (25%). La prima sottopopolazione sembra dotata di una maggiore azione antiossidante. Una sottopopolazione del tutto minoritaria è quella delle HDL LpE, HDL contenenti esclusivamente ApoE.

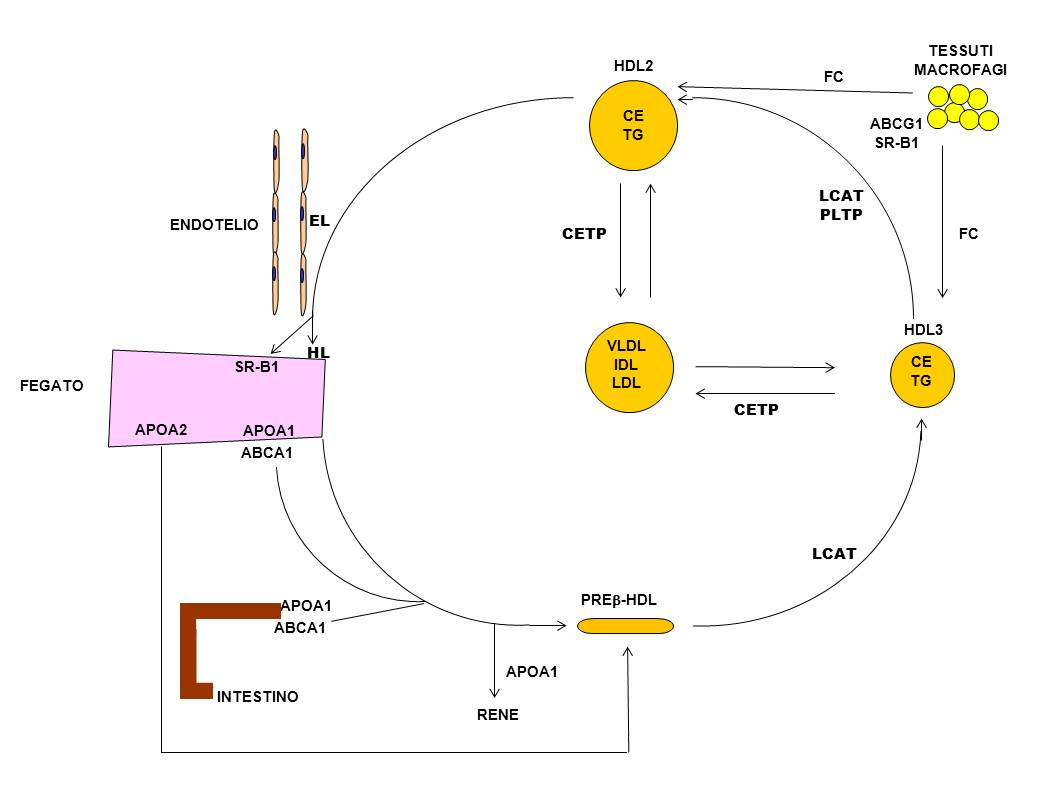
Metabolismo HDL. CE, cholesterol ester. CETP, cholesterol ester transfer protein. EL, endothelial lipase. FC, free cholesterol. HL, hepatic lipase. LCAT, lecithin cholesteryl acyl transferase. PLTP, phospholipid transfer protein. TG, triglycerids.

Le apoE sono secrete dal fegato principalmente in associazione con le VLDL e poi cedute alle HDL. In condizioni fisiologiche circa il 70% delle ApoE plasmatiche si rinviene nelle HDL, mentre la percentuale rimanente è contenuta nelle ApoB lipoproteine: le VLDL sono secrete dal fegato provviste di una parte di apoE, mentre l'altra la parte è ricevuta dalle HDL; i chilomicroni acquisiscono le apoE in circolo dalle HDL (le cellule epiteliali intestinali non sintetizzano ApoE).
Le apoAI sono prodotte sia dall'intestino (30%) che dal fegato (70%) e vengono secrete in forma scarsamente lipidata o del tutto prive di lipidi. Una volta secreta nell'ambiente extracellulare come monomolecola apoAI libera, essa si lega alla proteina di membrana ABCA1 (ATP-binding cassette transporter A1), grazie alla quale acquisisce dalle cellule circostanti colesterolo libero e fosfolipidi per formare le piccole "HDL nascenti" (o HDL discoidali o prebeta-HDL): un contenitore per i futuri esteri del colesterolo. Le HDL nascenti hanno piccole dimensioni (<8 nm) e basso contenuto lipidico (30%) e contengono 2-4 molecole di apoAI per particella.
Con identiche modalità sono generate le HDL LpE circolanti. L'ApoE, sintetizzata de novo dagli epatociti o dai macrofagi e secreta in forma delipidata, riceve colesterolo e fosfolipidi dalle membrane cellulari per l'intervento della ABCA1. Le HDL LpE nascenti hanno origine anche in seguito all'endocitosi delle IDL e alla risecrezione delle ApoE in esse contenute. Le HDL LpE prodotte all'interno del sistema nervoso centrale non hanno accesso al circolo e la loro funzione rimane localizza nell'ambito del sistema nervoso: l'ApoE è la più abbondante apolipoproteina dell'encefalo.
L'ApoAII è sintetizzata e secreta dagli epatociti come omodimeri già parzialmente lipidati sotto forma di HDL LpAII nascenti. Le HDL LpAII normalmente non sono dosabili nel plasma in quanto si fondono rapidamente con le HDL LpAI per effetto dell'enzima LCAT (Lecithin:Cholesterol Acyl Transferase).
LCAT trasferisce acidi grassi dal fosfolipide fosfatidilcolina (lecitina) al colesterolo libero delle HDL e consente che esso venga immagazinato come colesterolo estere nel core della particella HDL. LCAT è sintetizzato dal fegato e in circolo può essere presente sia come molecola libera che associata alle lipoproteine. Il principale attivatore della LCAT è l'apoAI. A causa dell'esterificazione del colesterolo, la concentrazione del colesterolo libero nelle HDL diminuisce, per cui esse possono continuare ad accettare colesterolo libero dalle cellule. 
Le HDL nascenti si arricchiscono gradualmente di colesterolo, fosfolipidi e trigliceridi che ricevono sia dai chilomicroni e dalle VLDL (in particolare durante la loro lipolisi), sia dalle cellule tissutali per opera di ABCA1, ABCG1/G4 (ATP-binding cassette G1/G4) e del recettore SR-B1 (scavenger receptor B1); anche il passaggio spontaneo del colesterolo libero di membrana in soluzione dà un certo contributo alla lipidazione delle HDL. ABCG1/G4 e SR-B1 interagiscono solo con le "HDL mature" o sferiche. La proteina CETP, secreta dal fegato e dal tessuto adiposo, circola in associazione con le HDL. La CETP trasferisce trigliceridi dalle VLDL e dalle LDL alle HDL e esteri del colesterolo in direzione inversa, dalle HDL alle VLDL e alle LDL. In questo processo di trasferimento la CETP penetra con una estremità nelle HDL e con l'altra nelle VLDL/LDL, formando un canale/ponte lungo il quale si muovono i lipidi. Poiché i trigliceridi sono molto più voluminosi degli esteri del colesterolo, le HDL aumentano di dimensione. La proteina PLTP (Phospholipid transfer protein) circola in associazione con le HDL e media il trasferimento di fosfilipidi verso le HDL soprattutto durante la lipolisi delle lipoproteine ricche di trigliceridi. La progressiva acquisizione di colesterolo, fosfolipidi e trigliceridi determina la maturazione delle HDL discoidali in HDL3 (HDL sferiche piccole e dense) e quindi in HDL2 (HDL sferiche più grandi e meno dense). Dalle altre lipoproteine le HDL ricevono apoA-II, apoA-IV, apoC e apoE. 
Le HDL mature vanno incontro a un processo di delipidazione che ha come conseguenza la riduzione del volume delle particelle e l'allontanamento dalla loro superficie di parte delle apoAI, che si dissociano come apoAI libere. Responsabili della delipidazione sono in massima parte la lipasi endoteliale (EL), la lipasi epatica (HL) e il recettore SR-B1. EL è l'unica lipasi a essere sintetizzata dalle cellule endoteliali (LPL è espressa sulle cellule endoteliali, ma non è sintetizzata da queste) e idrolizza i fosfolipidi delle HDL (al contrario il substrato della LPL sono principalmente i trigliceridi). HL è sintetizzata dagli epatociti ed è espressa sia sugli epatociti che sulle cellule endoteliali dei sinusoidi epatici e idrolizza i fosfolipidi e soprattutto i trigliceridi. La rimozione dei trigliceridi dalle HDL a opera della HL è il principale responsabile della riduzione del loro volume e della liberazione delle apoAI. Il recettore SR-B1 è espresso principalmente nel fegato, nell'intestino, nelle ghiandole endocrine steroidogeniche, nei macrofagi e nelle cellule endoteliali. SR-B1 rimuove selettivamente gli esteri del colesterolo dalle HDL mature convogliandolo verso il fegato e i tessuti steroidogenici (ghiandole surrenali e gonadi). L'attività di SR-B1 è pertanto duplice: da una parte consente la maturazione delle HDL, dall'altra procede alla rimozione degli esteri del colesterolo dalle HDL mature. Il fegato, concludendo il trasporto inverso del colesterolo, elimina con la bile il colesterolo proveniente dai tessuti periferici e dai macrofagi/cellule schiumose o lo utilizza per la sintesi delle VLDL. 
La dissociazione delle apoAI dalle HDL può avvenire, oltre che a causa della delipidazione, come conseguenza del rimodellamento ed eventuale fusione delle particelle ad opera di CETP e PLTP: un processo indicato come conversione delle HDL. Le apoAI libere possono accettare nuovamente lipidi e riconvertirsi nelle HDL discoidali, iniziando un nuovo ciclo metabolico, oppure possono essere eliminate per via renale. La proteina cubilina presente nelle cellule dei tubuli renali riassorbe una parte delle apoAI e apoAII libere filtrate dal rene. 
In conseguenza dei processi di delipidazione, il catabolismo delle HDL avviene per "parti separate" ovvero i vari componenti della particella (colesterolo e apoproteine) sono rimossi separatamente: i principali siti del catabolismo delle HDL sono il fegato e i reni. È tuttavia possibile la rimozione dal circolo dell'intera particella HDL attraverso un processo di endocitosi recettore-mediata a livello epatico e dei tessuti steroidogenici: c'è incertezza su quali possano essere i recettori in causa (SR-B1, SR-B2, CD36, ecto-F1-ATPase-P2Y13). Una volta endocitate le HDL possono andare incontro a degradazione intracellulare nei lisosomi o essere di nuovo secrete all'esterno arricchite di colesterolo (retroendocitosi). La retroendocitosi delle HDL è stata dimostrata in vitro nelle cellule epatiche, surrenaliche, nei macrofagi e nei fibroblasti.